# 金嬉老事件
金嬉老事件（きんきろうじけん、キムヒロじけん）は、1968年2月20日に、在日朝鮮人（二世）の金 嬉老（きん きろう（キム・ヒロ）、改名後の本名：権 禧老（クォン・ヒロ）、1928年11月20日 - 2010年3月26日、事件当時39歳）が犯した殺人を発端とする人質事件である。寸又峡事件とも呼ばれる。籠城の様子がテレビを通じてリアルタイムで報道されたことで日本初の劇場型犯罪となった。

## 経緯
1968年2月20日、金嬉老は借金返済を求める暴力団への返済を約束して静岡県清水市（現・静岡市清水区）の歓楽街にあるクラブ「みんくす」で暴力団・柳川組組員と面会した。その場で暴力団員2人（未成年の少年1人を含む）に対しライフルを乱射して殺害し逃亡した。
翌日には、同県榛原郡本川根町（現・川根本町）寸又峡温泉の「ふじみや旅館」で経営者と宿泊客ら13人を銃で脅し、人質にとって籠城した。
金は、M1カービン用の30発弾倉を取り付けた豊和工業製の猟銃「M300」とダイナマイトで武装していた。籠城すると、自ら警察に居場所を通報し、警察が民族差別について謝罪することを人質解放の条件とした。88時間にわたる籠城を経て、2月24日に金は記者に変装した警察官に取り押さえられ、逮捕された。
旅館には、警察と共に報道陣も詰め掛けた。金は「私は昔から警察から酷い扱いを受けてきた。これを世間に訴えるには、こうした騒ぎを起こし、新聞やテレビで取り扱ってもらうしかない」と事件をマスコミに扱ってもらう為に起こしたと主張しだした。何度も記者会見を開き、「これまで受けた差別」を訴え、「警察官による在日韓国・朝鮮人への蔑視発言について謝罪」を人質解放条件として要求、マスコミの報道内容で人質の扱いを変えるなど、それ以外の要求をほとんどしなかった。これにより、事件は「差別の告発」として報道された。

### マスコミによる英雄化加担問題
金が籠城する様子はテレビやラジオで実況中継され、関連していたとされる警察官がテレビに出演するなどもした。連日各テレビ局のワイドショーは、人質被害者の安否や被害者家族の意向などお構いなしにスタジオから「ふじみや旅館」に独自に生電話を入れて視聴率を稼いだ。一部のメディアは、銃を持って戸外を警戒している金に対し「金さん、ライフルを空に向けて射ってくれませんか」と要望を出し、金は数発によるライフルの空中乱射を撮影させて演出までした（後に金本人が法廷陳述で一連のマスコミ報道の裏を暴露して不満を表明している）。また金の本国である韓国でも大々的に報道され、金は「差別と戦った民族の英雄」として祭り上げられた。事件の発端は金が抱えていた暴力団員との金銭トラブルに端を発し、彼らを射殺したことであったにもかかわらず、メディアは金を「差別と闘う象徴的存在」のように取り上げ、「英雄視」する報道も見られた。事件直後の1972年4月、県警が発行した内部資料には、当時現場で取材を行った記者らによる反省の手記が掲載されている。テレビ局の記者は、金が報道内容によって態度を変え、人質を解放したり、銃を乱射したりしたと証言し、報道が金の意図に利用されたことへの後悔を述べている。また、最初に現地に入った新聞記者は、「金の主張を中心とした報道となり、人種差別への言及が結果的に正当化されるような印象を与えてしまった」と、報道姿勢への自省を綴っている。

## 裁判
金は静岡刑務所未決監独房に身柄を移され、殺人罪、逮捕監禁罪、爆発物取締罰則違反で起訴された。
裁判では金の在日朝鮮人としての生い立ちがどれほどの影響を与えたかが主な争点となったが、検察側は、金が事件に自身の出自を後付けで関連させようとしたものとして死刑を求刑し、弁護側は、金は国籍選択の機会を与えられたことがなく、日本の裁判では金を裁けないなどして、公訴取り消しを求めた。

### 特別待遇の発覚
裁判中、刑務所内での金に対する特別待遇の実態が判明する。金の独房は施錠されておらず、散歩や面会なども自由で、脱獄手段に用いられる出刃包丁、ヤスリ、ライターなどを持ち込んでいた。これは金が自殺をほのめかしたりして、規則違反がエスカレートしたものだった。また、暴力団員を殺害しているところから、トラブルを避けるため、女囚用の房に隔離された。刑務官は常に1対1になるよう配置された。これらの特別待遇は刑務所上級職員の間で申し送り事項になっていた事実も判明し、刑務所の管理体制が問題となり、衆議院法務委員会でも責任追及が行われた。その結果、法務省矯正局長以下13人の法務関係者上級職員、専従職員13人が停職・減給・戒告・訓告などの処分を受けた。包丁を差し入れたとされる看守は、後に服毒自殺をしている。

### 報道関係者の証言拒否
裁判では、事実上、当事者側となっていた報道関係者らにも証言が求められたが、彼らの口は重かった。1971年7月22日、4度の出頭命令を拒否し、静岡地方検察庁から拘引状を出されていたTBSテレビの記者が出廷。裁判長は被害者としての体験のみに限って証言するように求めたが、報道記者として行った取材で知り得た事実は証言できないとして拒否した。

### 無期懲役判決
1972年6月、死刑求刑に対し静岡地裁は無期懲役の判決を下す。1974年6月、東京高裁が控訴棄却。1975年11月4日、最高裁が上告棄却し無期懲役が確定。熊本刑務所、府中刑務所、千葉刑務所などで服役。1999年9月に、韓国に強制送還し二度と日本に入国しないことなどを条件 に70歳で仮釈放。東京保護観察所を経て、韓国釜山に帰国させられた。これにより日本における特別永住者の立場を喪失した。

## 刑務所での特別待遇と犯罪行為
1970年4月に金嬉老が静岡地裁での公判中で「希望していた爆発物を刑務所内で入手している」と述べた。そのため、弁護側が「刑務所内における金嬉老に対する保護義務違反である」と静岡地裁に現物の差し押さえ・調査を要求した。その調査の結果、刑務所内の金に対する特別待遇の実態が判明した。金嬉老に対してのみ散歩や面会なども自由で、金品の持ち込みも制限がなく、脱獄にも使用できる出刃包丁、ヤスリ、ライターなどのほか、カメラ3台、望遠レンズ、テープレコーダー、トランジスタラジオ、ベンジン、香水、金魚鉢なども刑務所の自室にあった。

### 国内左翼とマスコミを恐れた特別待遇
これらの特別待遇の背景には、金が自殺を示唆して看守らを脅迫していたことから、もし実行されれば、金を英雄視する左翼日本人やマスコミによる刑務所バッシングを招くという判断があった。そのため、規則違反はエスカレートした。金の機嫌をとるために看守が金嬉老の要求でアダルトな写真まで渡していた。そのため金嬉老による自殺脅迫対策のための特別待遇は刑務所の幹部職員間で引き継ぎ時の申し送り事項になっていた。静岡地裁での金嬉老の発言による調査結果が判明以降に、優遇的管理体制は衆議院法務委員会でも責任追及が行われた。その結果、法務省矯正局長以下13人の法務関係者上級職員、13人の専従職員人が停職・減給・戒告・訓告などの処分を受けた。金嬉老に脅迫されて包丁を差し入れた看守が殺虫剤を飲み自殺した。
前述の通り、金は、静岡刑務所では「暴力団とのトラブルを避ける為」という名目の下、女囚の雑居房があてがわれたが、トラブル回避のためとは名ばかりで、房内にはラジオにカメラ、キッチンセットまで備えられ、隣室の女囚と行き来が自由。金の手料理や店屋物を出前させて会食し、男女の営みまで可能な状態だった。いい女が入所すると睡眠薬を混入した店屋物を食べさせ、レイプまでしており、やりたい放題であった。

## 韓国帰国と再犯による転落
1999年9月7日、殺人犯であるにもかかわらず韓国政府から助力を得て、釜山にて新生活を始めた。本名を金嬉老から権禧老に再変更し、1979年に獄中結婚した女性としばらくして同居するようになる。
2000年4月13日、韓国国民として国政選挙に投票して主権を行使した。4月25日、金の妻が生活定着金など4750万ウォンもの現金をタンスや権の銀行口座から引き出して逃走、窃盗と私文書偽造の容疑で指名手配され、1年5ヶ月逃走後の2001年9月25日に逮捕された。
さらに金自身も、2000年9月3日、講演会がきっかけで内縁関係になった愛人の夫の殺害を計画、凶器を持って押し入り乱暴を働いた。その上に家の中に火を付けて、夫への殺人未遂と放火および監禁事件を引き起こし、シャツとズボンに被害者の血飛沫が付いたままの姿で現行犯逮捕された。一連の事件で韓国でも服役することになり、日本の報道由来で始まった「英雄」とされていた金嬉老の人気は地に落ちた。
晩年の金は「日本にある母親の墓参り」を名目に、2010年3月に韓国政府を経由して、日本の法務省に入国許可を陳情する予定だった。しかし前立腺がんのため、2010年3月26日に釜山市の病院で死去した。享年81。
本人は静岡県掛川市にある母親の墓所への納骨を希望したが、事件以前からの金嬉老を知る親族は「人生の大半を刑務所で過ごし、人から金をせびっては豪遊する、見えっ張りでずるくて極端な男だった」として、拒絶し、釜山沖と事件現場に散骨された。

## 金嬉老の実態
- 金嬉老は窃盗などを重ねて1943年に逮捕され、終戦まで相愛少年保護院で過ごした。また、1946年にも窃盗・横領罪で服役し、同年離婚、その後の約20年間も、窃盗、詐欺、強盗などの犯罪を繰り返し、刑務所を出たり入ったりするような生活だった[20]。
- 金嬉老事件の88時間は、警察が包囲する人質事件としては当時、日本国内での最長記録になったが、約4年後の1972年2月19日に発生したあさま山荘事件の219時間（約9日）で更新された。
- この事件を機に警察に狙撃隊が創設され、2年間で警視庁・北海道・宮城・愛知・大阪・福岡の各警察本部（機動隊）に100丁の豊和工業製ゴールデンベアライフル（狙撃用ライフル）が配備された（銃器対策部隊の創設）。狙撃隊が初めて出動したのは約2年3ヵ月後の1970年5月12日に発生した瀬戸内シージャック事件であり、大阪と福岡から部隊が派遣された。
- 前述の通りに金嬉老から自殺脅迫されて包丁を差し入れたことが判明した看守が殺虫剤での自殺に追い込まれている[9]。この看守に対して、金嬉老は何の感情も反省も持っておらず、他人事のような態度をとった。金嬉老のこの有様に対して、特別弁護人を務めていた佐藤勝巳は非常に驚いて愕然したと述懐している[4]。
- 獄中時代から田代まさしのファンで、田代が金を訪ねた際には喜んだという（田代のシャネルズでのデビューは事件から12年後の1980年）。なおこの時期は田代が自らの不祥事で謹慎中であり、田代の不祥事を伝え聞いた金は「あの田代君がそんなことをするわけないじゃないかと言ってやったんだ」と田代に話し、田代は正直に経緯を話すことができなかったと『創』の連載に書いている。
- 事件の舞台となったふじみや旅館では、2010年2月20日で事件から42年になるのを機に、旅館内に資料館を設け、事件の資料を一般公開していた[21]。しかし女将の高齢化と観光客の減少を理由に、2012年1月をもって廃業している[22]。
- 在日朝鮮人の中には、金嬉老を差別と戦う民族の英雄と見ているものがおり、新大久保の高麗博物館などでは、そのような考え方に基づく展示が行われている[23]。
- 金の特別弁護人を務めていた佐藤は「民族差別があるから、この度の事件が起きたのだ」と主張する金に対し「民族差別は在日朝鮮人全体に及んでいるが、殺人などほかの人たちはしていない。君個人にも責任があるのではないか」と反論した。これに対し「お前のような日本人にそんなことを言われる筋合いはない」「（他の在日朝鮮人は）勇気がないから（人を殺害しない）」と殺意を露わにして絶叫したエピソードを紹介している[4]。

## 国内左派による擁護や支援運動
テレビやラジオで知名度を上げたために、多くの日本の大学教授ら学者、作家、文化人たちによって公判対策委員会が結成されて、裁判に向けての支援運動が始まった。そして、これらは刑務所での特別待遇に繋がった。
1968年2月22日、鈴木道彦、中嶋嶺雄などが銀座東急ホテルに集まり、以下の文書をまとめた。
日高六郎、中野好夫、宇野重吉も電話連絡で呼びかけられ、署名する。1968年2月23日、文化人・弁護士5人が文書を吹き込んだテープを持って、金嬉老を訪ね会見、そのときの様子は以下である。
逮捕後、文書に署名した進歩的文化人の多くは、事件とのかかわりから逃避・遁走して、「金嬉老の訴えをもとに金を弁護し、闘うという初期の呼びかけはどこへやら」となり、「すでにわれわれの役割は終わったのだ」として縁を切る人物から、「金嬉老を守る会」ではなく「差別と偏見を考える会」へと逃走する人物まででる「失速ぶり」となった。当時の日本では「進歩的文化人」が「知識人」として扱われており、「左翼にあらざればインテリにあらず」とされる時代であった。彼らはソ連や中華人民共和国、大躍進政策や文化大革命を礼賛し、非武装中立論や北朝鮮への絶賛を公にしていた。1968年の金嬉老事件に際し、こうした文化人の一部は金嬉老の行動を「民族の責任を衝くもの」として評価した。当時、銀座東京ホテルに中嶋嶺雄らが集まり、「金さんへ」という呼びかけで始まる文書をまとめた。「あなたの声は私たちのところに届きました。（略）あなたの行動は民族の責任を衝きました。私たちは、まさに日本民族のため、あなたの声を真っ向から受けとめたいと思います。」この文書には、日高六郎（東京大学教授）、中野好夫（評論家）、宇野重吉（俳優）らも署名し、進歩的文化人と弁護士計5名が文書を吹き込んだテープを持参して、寸又峡の「ふじみや旅館」に赴いた。しかし、逮捕後に実態が知られるようにと、この呼びかけ文書に署名した文化人の多くが、事件への関与を語らなくなった。竹内洋『革新幻想の戦後史』では「金嬉老を弁護し闘うという初期の呼びかけはどこえやらとなる」との指摘がなされている。ただし、中嶋嶺雄のみ「進歩的文化人」から転向し、文化大革命に批判的な立場をとるなど、現代中国研究の第一人者として知られるようになった。
2025年の朝日新聞報道によると、朝鮮史研究者の梶村秀樹、フランス文学者の鈴木道彦、作家の金達寿、野間宏、社会学者の日高六郎らが「単なる刑事事件ではなく、在日朝鮮人と日本人との間に横たわる歴史的、社会的問題に深く根を持っている」と主張し、公判対策委員会をつくり、法廷闘争を支える裁判支援を行っていた。

## 関連作品
- 解ってたまるか! - 福田恆存作。金嬉老事件をモデルにした[29]劇団四季のストレートプレイ。
- 晋金太郎 - 金嬉老事件をモデルとした筒井康隆の小説。『筒井順慶』に収録されている。
- 和僑 - 安田峰俊によるルポルタージュ集。第五章で、金嬉老と同じ刑務所にいた男から聞いた話を記述している。
- 実録犯罪史シリーズ 金（キム）の戦争（フジテレビ、1991年）。主演：ビートたけし
- 金（キム）の戦争（韓国映画、1992年）。主演：ユ・インチョン